# The Brunei Times
The Brunei Times – anglojęzyczny dziennik ukazujący się w latach 2006–2016.

## Historia
Gazeta powstała w 2006 roku przy wsparciu ówczesnej trzeciej żony sułtana Azrinaz Mazhar Hakim. W 2011 roku miała nakład 15 tys. egzemplarzy. Mottem gazety było: Fresh Ideas, New Option, Global Vision (pol. „Świeże Pomysły, Nowa Opcja, Wizja Globalna”).
6 listopada 2016 roku, na pierwszej stronie wydania niedzielnego, ogłoszono nagle zamknięcie dziennika w następnym dniu. W oświadczeniu wydanym w następnym dniu napisano, że zamknięcie spowodowane było sprawami biznesowymi oraz poziomem dziennikarstwa i reportażu, które powinny utrzymywać wyznaczony standard. Nie odniesiono się do pojawiających się spekulacji, jakoby zamknięcie było spowodowane publikacją artykułu w dniu 26 października 2016 roku na temat zmian wprowadzonych przez Arabię Saudyjską w polityce wizowej dla pielgrzymów z Brunei – podwyżek opłat za wizy podyktowanych pogarszającą się sytuacją gospodarczą. Gazeta zamieściła wcześniej przeprosiny za ten artykuł.
The Brunei Times zaprzestał działalności wydawniczej i medialnej z dniem 8 listopada 2016 roku.